# Simeliria coerulans
Simeliria coerulans är en insektsart som först beskrevs av Jacobi 1905.  Simeliria coerulans ingår i släktet Simeliria och familjen spottstritar. Inga underarter finns listade i Catalogue of Life.